# Røa (elv)
Røa er en elv som i hele sin længde danner grænsen mellem Engerdal kommune i Innlandet fylke og Røros kommune i Trøndelag i Norge. 
Røa har udspring fra søen Rogen på grænsen mellem Norge og Sverige i 757 meters højde over havet. Floden løber gennem en mosaik af søer og vandløb, Rogshåen, Storrundhåen, Kløtthåen, Storbuddhåen og Grislehåen. Elven flyder så igennem Øvre og Nedre Roasten, før den passerer den selvbetjente turisthytte Røvollen, og munder ud i Femunden efter et samlet fald på 95 meter.
Hele elvstrækningen ligger indenfor Femundsmarka nationalpark.